# Protaetia hageni
Protaetia hageni är en skalbaggsart som beskrevs av Conrad Ritsema 1885. Protaetia hageni ingår i släktet Protaetia och familjen Cetoniidae. Inga underarter finns listade i Catalogue of Life.